# Kudymkar
Kudymkar (russisch Кудымкар) ist eine russische Stadt mit 28.967 Einwohnern (Stand 14. Oktober 2010) in der Region Perm. Bis 1. Dezember 2005 war sie die Hauptstadt des Autonomen Kreises der Komi-Permjaken, der dann in die Region Perm eingegliedert wurde.
|                       | Jan   | Feb   | Mär   | Apr  | Mai  | Jun  | Jul  | Aug  | Sep  | Okt  | Nov  | Dez   |   |      |
| Mittl. Tagesmax. (°C) | −11,8 | −9,0  | −1,1  | 7,5  | 16,0 | 21,1 | 23,5 | 20,0 | 13,3 | 4,1  | −3,1 | −8,5  | ⌀ | 6,1  |
| Mittl. Tagesmin. (°C) | −20,9 | −18,7 | −11,8 | −2,6 | 3,6  | 9,0  | 12,0 | 9,3  | 4,7  | −1,7 | −9,3 | −16,2 | ⌀ | −3,5 |
|                       |       |       |       |      |      |      |      |      |      |      |      |       |   |      |
| Niederschlag (mm)     | 30    | 22    | 21    | 29   | 43   | 53   | 79   | 66   | 56   | 48   | 36   | 34    | Σ | 517  |
|                       |       |       |       |      |      |      |      |      |      |      |      |       |   |      |
| Regentage (d)         | 10    | 7     | 6     | 7    | 8    | 9    | 10   | 10   | 11   | 11   | 11   | 10    | Σ | 110  |

| −20,9 |

| −18,7 |

| −11,8 |

| −2,6 |

| 3,6 |

| 9,0 |

| 12,0 |

| 9,3 |

| 4,7 |

| −1,7 |

| −9,3 |

| −16,2 |

| −20,9 |

| −18,7 |

| −11,8 |

| −2,6 |

| 3,6 |

| 9,0 |

| 12,0 |

| 9,3 |

| 4,7 |

| −1,7 |

| −9,3 |

| −16,2 |

## Geografie
Kudymkar befindet sich an der Mündung des Flusses Kuwa in den Kama-Nebenfluss Inwa im südlichen Teil der Region Perm, etwa 200 km nordwestlich von deren Hauptstadt Perm gelegen. Die nächstgelegene Stadt ist Tschermos, etwa 90 km östlich von Kudymkar.

## Geschichte
Kudymkar wurde spätestens im 16. Jahrhundert gegründet, erste schriftliche Erwähnung der Ortschaft stammt aus dem Jahr 1579. Der Ortsname, ursprünglich Kudym-Kar, entstammt der Komi-Sprache, wobei Kar so viel wie „Stadt“ bedeutet, während es sich bei Kudym um einen Eigennamen handeln könnte. Bereits seit 1472 gehörte die Permer Gegend zum Großfürstentum Moskau, seit Ende des 16. Jahrhunderts siedelten sich dort Russen an. Bis ins 20. Jahrhundert hinein blieb Kudymkar allerdings ein eher unbedeutendes Dorf mit nicht mehr als 1000 Einwohnern.
Mit einer Gebietsreform im Jahr 1925 wurde innerhalb der Russischen SFSR der Autonome Kreis der Komi-Permjaken gebildet und Kudymkar zu dessen Zentrum erklärt. Dies begünstigte dort das Bevölkerungswachstum, so dass der Ort 1933 den Status einer Siedlung städtischen Typs und fünf Jahre später Stadtrechte erhielt. Auch entstanden in den 1930er-Jahren in Kudymkar die ersten Industriebetriebe.

### Bevölkerungsentwicklung
| Jahr | Einwohner |
| ---- | --------- |
| 1939 | 13.939    |
| 1959 | 21.801    |
| 1970 | 26.350    |
| 1979 | 28.375    |
| 1989 | 33.451    |
| 2002 | 31.914    |
| 2010 | 28.967    |

Anmerkung: Volkszählungsdaten

## Wirtschaft und Infrastruktur
Zur Industrielandschaft der heutigen Stadt gehören eine Gerätebaufabrik, eine Eisengießerei sowie Betriebe der Nahrungsmittel- und der Möbelindustrie. Über eine Landstraße ist die Stadt mit Perm verbunden, ein Eisenbahnanschluss ist jedoch nicht vorhanden.

## Bildung und Kultur
Die Stadt gilt als kulturelles Zentrum des Volkes der Komi-Permjaken, die knapp ein Drittel der Stadtbevölkerung ausmachen. Zur Erforschung deren Kultur, Geschichte und Sprache ist in Kudymkar seit 1988 die entsprechende Abteilung eines regionalen Instituts der Russischen Akademie der Wissenschaften ansässig. Weitere Bildungseinrichtungen der Stadt sind unter anderem zehn allgemeinbildende Schulen und vier Lyzeen. Einen Einblick in die Geschichte der Stadt und der Komi-Permjaken bietet das Heimatmuseum von Kudymkar.

## Söhne und Töchter der Stadt
- Pjotr Subbotin-Permjak (1886–1923), Maler
- Stefanija Nadymowa (* 1994), Skispringerin